# Матриця розсіяння
Матриця розсіяння або S-матриця — оператор, який зв'язує між собою початкову і кінцеву хвильові функції квантової системи при розсіянні. Позначається зазвичай {\displaystyle {\hat {S}}}:
{\displaystyle \psi (\infty )={\hat {S}}\psi (-\infty )}.
де {\displaystyle \psi (-\infty )} позначає хвильову функцію в нескінченно віддалений момент часу в минулому, до акту розсіяння, коли частинки перебувають дуже далеко одна від одної і взаємодією між ними можна знехтувати, а {\displaystyle \psi (\infty )} позначає хвильову функцію в нескінченно віддалений момент часу після акту розсіяння, коли знову ж, частинки вже встигли розлетітися на таку віддаль, що взаємодією між ними можна знехтувати.
S-матриця унітарна, тобто
{\displaystyle {\hat {S}}^{\dagger }{\hat {S}}=1},
де значок {\displaystyle ^{\dagger }} позначає ермітове спряження.

## Оператор переходу
Оператор
{\displaystyle {\hat {\mathcal {T}}}={\hat {S}}-1}
називають оператором переходу.

## Розклад
Гамільтоніан системи частинок, які розсіюються одна на іншій можна записати у вигляді
{\displaystyle {\hat {H}}={\hat {H}}_{0}+{\hat {V}}={\hat {H}}_{0}^{\prime }+{\hat {V}}^{\prime }}.
В цьому виразі гамільтоніан системи частинок до розсіяння і після нього розбивається на різні складові для загальності — при зіткненнях склад системи може змінитися, наприклад, електрон може вибити інший електрон із атома.
Якщо функції {\displaystyle \varphi _{\alpha }} є власними функціями оператора {\displaystyle {\hat {H}}_{0}}:
{\displaystyle {\hat {H}}_{0}\varphi _{\alpha }=E_{\alpha }\varphi _{\alpha }},
а функції {\displaystyle \varphi _{\beta }} є власними функціями оператора {\displaystyle {\hat {H}}_{0}^{\prime }}:
{\displaystyle {\hat {H}}_{0}^{\prime }\varphi _{\beta }=E_{\beta }\varphi _{\beta }},
то хвильову функцію початкового і кінцевого станів можна розкласти
{\displaystyle \psi (-\infty )=\sum _{\alpha }c_{\alpha }\varphi _{\alpha }}
{\displaystyle \psi (\infty )=\sum _{\beta }{\tilde {c}}_{\beta }\varphi _{\beta }}
Тоді
{\displaystyle {\tilde {c}}_{\beta }=\sum _{\alpha }S_{\beta \alpha }c_{\alpha }}
Із цього виразу видно, що {\displaystyle S_{\beta \alpha }} є матрицею, загалом нескінченного рангу. Завдяки цьому S-матриця й отримала свою назву.

## Імовірність переходу
Імовірність переходу системи із стану {\displaystyle \alpha } в стан {\displaystyle \beta } визначається елементом матриці переходу {\displaystyle {\mathcal {T}}_{\beta \alpha }}:
{\displaystyle W_{\alpha \rightarrow \beta }=|{\mathcal {T}}_{\beta \alpha }|^{2}}

### Імовірність переходу в одиницю часу
Беручи до уваги, що енергія системи є інтегралом руху, матриця переходу записується у вигляді:
{\displaystyle {\mathcal {T}}_{\beta \alpha }=-2\pi it_{\beta \alpha }\delta (E_{\alpha }-E_{\beta })}
Тоді загальна імовірність переходу за нескінченний проміжок часу {\displaystyle W_{\alpha \rightarrow \beta }} дорівнює:
{\displaystyle W_{\alpha \rightarrow \beta }=(2\pi )^{2}|t_{\beta \alpha }|^{2}[\delta (E_{\alpha }-E_{\beta })]^{2}=(2\pi )^{2}|t_{\beta \alpha }|^{2}\delta (E_{\alpha }-E_{\beta })\lim _{T\to \infty }{\frac {1}{2\pi \hbar }}\int _{-{\frac {1}{2}}T}^{{\frac {1}{2}}T}dt\exp \left[{\frac {i}{\hbar }}(E_{\alpha }-E_{\beta })t\right]={\frac {2\pi }{\hbar }}|t_{\beta \alpha }|^{2}\delta (E_{\alpha }-E_{\beta })\lim _{T\to \infty }T}
Імовірність переходу в одиницю часу {\displaystyle w_{\alpha \rightarrow \beta }} одержимо, поділивши повну імовірність {\displaystyle W_{\alpha \rightarrow \beta }} на повний проміжок часу {\displaystyle T}:
{\displaystyle w_{\alpha \rightarrow \beta }={\frac {2\pi }{\hbar }}|t_{\beta \alpha }|^{2}\delta (E_{\alpha }-E_{\beta })}

## Історія
Матрицю розсіяння ввів у обіг в 1937 році Джон Вілер, а в 1940 році цю ідею підхопив Вернер Гейзенберг.